# Мехети
Мехети (груз. მეხეთი) — село в Грузии, на территории Карельского муниципалитета края (мхаре) Шида-Картли.

## География
Село находится в центральной части Грузии, на левом берегу реки Мтакули (правый приток Куры), на расстоянии приблизительно 8 километров (по прямой) к югу от города Карели, административного центра муниципалитета. Абсолютная высота — 932 метра над уровнем моря.

## Население
По результатам официальной переписи населения 2014 года в Мехети проживало 2 человека (1 мужчина и 1 женщина). В национальной структуре населения грузины составляли 100 %.
| Год  | Население, человек |
| ---- | ------------------ |
| 2002 | 9                  |
| 2014 | ↘ 2                |